# За дорогою (Дубки; 1)
За дорогою — заповідне урочище місцевого значення. Об'єкт розташований на території Городенківського району Івано-Франківської області, село Дубки.
Площа — 2,8000 га, статус отриманий у 1983 році.